# Tutbury
Tutbury är en ort och civil parish i Storbritannien.   Den ligger i grevskapet Staffordshire och riksdelen England, i den södra delen av landet, 180 km nordväst om huvudstaden London. Tutbury ligger 73 meter över havet och antalet invånare är 3 076.
Terrängen runt Tutbury är platt, och sluttar österut. Runt Tutbury är det tätbefolkat, med 266 invånare per kvadratkilometer. Närmaste större samhälle är Derby, 15,9 km nordost om Tutbury. Trakten runt Tutbury består till största delen av jordbruksmark.